# Wakey Wakey!
『Wakey Wakey!』（ウェイキーウェイキー）は、熊本放送運営のRKKラジオで毎週月曜 - 金曜 7:00 - 9:00（日本標準時）に放送中のラジオ番組。

## 概要
RKKラジオでは永らく7時台後半に朝ワイド番組に内包されてきた、JRN系企画ネット番組『歌のない歌謡曲』の終了と、NRN系ネット番組『ENEOSプレゼンツ あさナビ』のスポンサー降板に伴うネット打ち切りを受け、『奥田圭のさんさんラジオ』を大幅リニューアルして2023年10月開始。
RKKラジオの朝番組としては、2012年の前番組のリニューアル以来11年半ぶりのワンマンスタイルとなり、放送時間も2003年4月改編で終了した『原武博之シャキッ!とモーニング』（放送時間同じ）以来20年半ぶりに7:00開始となり放送時間は短縮されたが、実質的なトーク時間は増量となった。

### 放送時間
- 月曜 - 金曜 7:00 - 9:00

## 出演者
太字は熊本放送アナウンサー
- 常盤よしこ（月・火曜日）
- 田名網駿一（水曜日、2025年4月2日 - ）
- 奥田圭（木曜日）[注釈 2]
- 渡辺大輔（金曜日）

### 過去の出演者
- 吉田明央（水曜日、2023年10月4日 - 2025年3月26日）
「メガネのハイトーンボイス」の愛称があり、吉田自身も自己紹介の時に使っていた。人事異動でアナウンス部を離れることになったのに伴い番組を卒業した。

## タイムスケジュール
- 07:05 天気予報
- 07:08 熊日けさのイチメン！
- 07:15 情報宝島
- 07:40 交通情報
- 08:00 話題のアンテナ 日本全国8時です（TBSラジオ発、『森本毅郎・スタンバイ!』より）
- 08:15 熊日ニュース[注釈 3]
- 08:21 交通情報
- 08:25 ラジオショッピング（無い場合もある）
- 08:30 武田鉄矢・今朝の三枚おろし（文化放送製作）
- 08:39 交通情報
- 08:42  羽田美智子のいってらっしゃい（ニッポン放送製作）